# Theodor Burchardi
Theodor Burchardi (14 de maio de 1892 - 12 de agosto de 1983) foi um oficial alemão que serviu durante a Segunda Guerra Mundial. Foi condecorado com a Cruz de Cavaleiro da Cruz de Ferro.

## Carreira

### Patentes
Almirante

### Condecorações
| Cruz de Ferro 2ª Classe                      |
| Cruz de Ferro 1ª Classe                      |
| Folhas de Carvalho nº 823 8 de abril de 1945 |